# Glowe
Glowe ist eine Gemeinde auf der Insel Rügen im Landkreis Vorpommern-Rügen in Mecklenburg-Vorpommern (Deutschland). Die Gemeinde wird vom Amt Nord-Rügen mit Sitz in der Gemeinde Sagard verwaltet. Seit dem Jahresbeginn 2024 führt Glowe die Bezeichnung Ostseebad.

## Geografie

### Lage
Glowe liegt etwa 18 Kilometer nördlich von Bergen auf Rügen und befindet sich am westlichen Übergang der Halbinsel Jasmund zur Landenge der Schaabe zwischen der Ostsee (Tromper Wiek) und dem Großen Jasmunder Bodden.
Umgeben wird Glowe von den Nachbargemeinden Lohme im Osten, Sagard im Südosten, Rappin und Neuenkirchen im Südwesten (jeweils Seegrenze) sowie Breege im Nordwesten.

### Gemeindegliederung
Zur Gemeinde Glowe gehören die Ortsteile:
| - Baldereck - Bobbin - Glowe - Kampe | - Polchow - Ruschvitz - Spycker |

Zum Gemeindegebiet zählt zudem die Gemarkung Koosdorf, wo sich früher ein Einzelgehöft befand.

## Geschichte

Schanzwerk östlich von Glowe, 1759

Glowe  wurde erstmals um 1314 urkundlich erwähnt. Der Name Glowe stammt aus dem slawischen Gluowa oder Glova und bedeutet so viel wie Kopf, benannt nach dem 9 m hohen Königshörn, einem kleinen Kap. Um oder auf dem Königshörn entstand dann die Gemeinde.  Die Gegend war bis 1325 Teil des Fürstentums Rügen und danach des Herzogtums Pommern. Mit dem Westfälischen Frieden von 1648 wurde Rügen und somit auch das Gebiet von Glowe ein Teil von Schwedisch-Pommern.
Östlich des Ortes verlief das schwedische Riegelfeldwerk und die 2. Feldwerkschanzlinie Glowe. Mehrere Kriege, vom Dreißigjährigen bis zum Nordischen und der napoleonischen Invasion, sowie mehrere Auseinandersetzungen zwischen Brandenburg/Preußen und Schweden (1675–1679, 1759 usw.) haben die Verteidigungslandschaft Rügens geprägt. Da die Befestigungswerke aber nur als mit Faschinen verstärkte Erdwälle angelegt wurden, verfielen sie langsam durch Erosion und Überbauung und sind heute nicht mehr ohne weiteres sichtbar. Die Linien wurden durch kleine Einzelschanzen verstärkt. Die Schweden nutzten dabei das wellige Gelände an der schmalen Stelle zwischen der Ostsee und dem Spyckerschen See.
Im Jahr 1815 kam Rügen als Teil von Neuvorpommern zur preußischen Provinz Pommern. Seit 1818 gehörte die Gegend zum Kreis bzw. Landkreis Rügen.

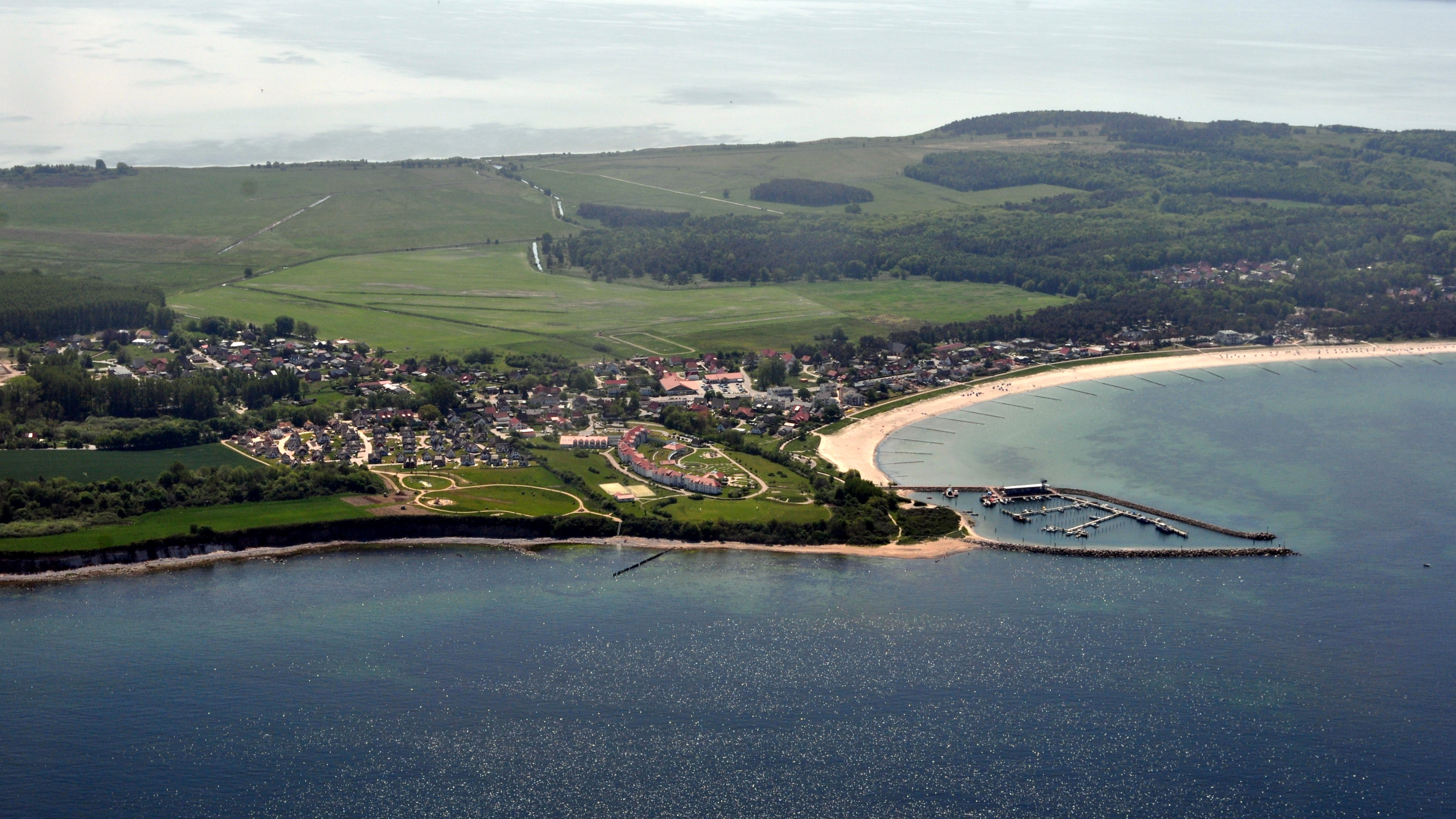
Luftbild der Ostseeküste von Glowe, 2011

Das einstige Fischerdorf wuchs dann zu Beginn des Bädertourismus Anfang des 20. Jahrhunderts immer mehr in den benachbarten Schaabewald hinein.
Ab 1939 gehörte Glowe zur Gemeinde Bobbin (Rügen), erhielt nach dem Zweiten Weltkrieg seine Eigenständigkeit aber wieder zurück.
Von 1952 bis 1955 gehörte es zum Kreis Bergen, danach bis 1990 zum Kreis Rügen im Bezirk Rostock. Seit der Wiedervereinigung gehört es zum Land Mecklenburg-Vorpommern. Der ab 1990 wieder so bezeichnete Landkreis Rügen ging 2011 im Landkreis Vorpommern-Rügen auf.
Am östlichen Ortsrand von Glowe befand sich von 1932 bis 1998 die Funkempfangsstelle und Verwaltung der Küstenfunkstelle Rügen Radio, von der fast 70 Jahre lang Funkkontakt zu den Schiffen der jeweiligen Handels- und Fischereiflotten gehalten wurde.
Von 1965 bis 1993 bestand der Campingplatz Glowe. 
Das Volkseigene Kombinat Buna errichtete und unterhielt im Ort ein Kinderferienlager für die Kinder seiner Betriebsangehörigen. Ein weiteres Kinderferienlager war das der FDGB-Einzelgewerkschaft Unterricht und Erziehung am östlichen Ortsrand – heute einer der bevorzugten Einfamilienhaus-Standorte des Ortes. Ein drittes großes Ferienlager des BMK Kohle und Energie lag in der Ortsmitte. Es wurde Mitte der 1990er Jahre abgerissen und das Areal später mit Eigenheimen und einem NETTO-Einkaufsmarkt bebaut. Bis 2019 ist hier das neue Ortszentrum von Glowe mit dem Bodden-Markt entstanden; neben Wohnungen und Ferienwohnungen finden sich dort Restaurants, Café, Läden und die Touristen-Information. Auf dem Gelände von Rügen Radio, der ehemaligen Küstenfunkstelle der DDR, entstand in den letzten Jahren das Sport- und Kulturzentrum Ostseehalle.
Glowe ist seit dem Jahr 2000 ein staatlich anerkannter Erholungsort und seit dem Jahreswechsel 2023/24 das neunte staatlich anerkannte Seebad auf der Insel Rügen. Inzwischen ist auch die Namensänderung in „Ostseebad Glowe“ vollzogen.
Bobbin wurde 1250 erstmals urkundlich erwähnt. Bei Bobbin befand sich in slawischer Zeit bis vermutlich um 1168 ein Tempel. Die gotische St.-Pauli Feldsteinkirche stammt aus der Zeit um 1400.
Ruschvitz: Das kleine Gutshaus stammt von um 1800.
Spyker  wurde 1318 erstmals erwähnt. Es gehörte den Familien von Külpen und von nach 1344 bis 1648 von Jasmund, von 1649 bis 1687 dem schwedischen Reichsmarschall Carl Gustav Wrangel und Erben, dann bis 1817 den Familien Brahe und bis 1945 Fürst zu Putbus. Das Schloss stammt aus dem 16. Jahrhundert. Es ist seit 1990 ein Hotel.

## Bevölkerung
| Jahr | Einwohner |
| ---- | --------- |
| 1990 | 1035      |
| 1995 | 0926      |
| 2000 | 0891      |
| 2005 | 1062      |
| 2010 | 1015      |
| 2015 | 0975      |

| Jahr | Einwohner |
| ---- | --------- |
| 2020 | 0974      |
| 2021 | 0957      |
| 2023 | 1036      |

 Stand: 31. Dezember des jeweiligen Jahres

## Politik

### Gemeindevertretung
Die Gemeindevertretung von Glowe besteht aus acht Mitgliedern. Die Kommunalwahl am 9. Juni 2024 führte bei einer Wahlbeteiligung von 64,7 % zu folgendem Ergebnis:
| Partei / Wählergruppe            | Stimmenanteil 2019 | Sitze 2019 |  | Stimmenanteil 2024 | Sitze 2024 |
| -------------------------------- | ------------------ | ---------- |  | ------------------ | ---------- |
| Bürger Gemeinde Glowe (BGG)      | 60,2 %             | 5          |  | 75,9 %             | 6          |
| Einzelbewerber Bernd Radeisen    | 14,8 %             | 1          |  | 13,8 %             | 1          |
| Bündnis 90/Die Grünen            | –                  | –          |  | 06,0 %             | 1          |
| Einzelbewerber Steffen Rothhardt | –                  | –          |  | 03,3 %             | –          |
| Einzelbewerber Bernd Rothsprach  | –                  | –          |  | 01,0 %             | –          |
| FDP                              | 12,0 %             | 1          |  | –                  | –          |
| Die Linke                        | 05,7 %             | 1          |  | –                  | –          |
| Einzelbewerber Guido Bodenstein  | 04,9 %             | –          |  | –                  | –          |
| SPD                              | 02,4 %             | –          |  | –                  | –          |
| Insgesamt                        | 100 %              | 8          |  | 100 %              | 8          |

### Bürgermeister
- seit 2005: Thomas Mielke (BGG)

Bei der Bürgermeisterwahl am 26. Mai 2019 wurde Mielke mit 61,6 % der gültigen Stimmen wiedergewählt. Am 9. Juni 2024 wurde er mit 70,1 % der gültigen Stimmen in seinem Amt bestätigt. Seine Amtszeit beträgt fünf Jahre.

### Wappen
Blasonierung: „Geteilt durch eine fünfzinnige silbern umsäumte rote Leiste; oben in Grün ein schwebender silberner, am Giebel mit einer goldenen Krone belegter Sparren und unten in Blau ein sechsspeichiges goldenes Schiffssteuerrad.“

## Sehenswürdigkeiten
- Boddenmarkt, Ortsmittelpunkt
- Schloss Spycker, das einstmals dem schwedischen Feldmarschall und Generalgouverneur von Schwedisch-Pommern, Carl Gustav Wrangel, gehörte
- Gotische Feldsteinkirche St. Pauli in Bobbin aus dem 14. Jahrhundert
- Kapelle St. Birgitta Glowe
- Fischerdorf Polchow mit Hafen
- Seepromenade mit Hafen in Glowe
- Ostseeperle in Glowe, Spannbetonbau (1968) von Ulrich Müther als angekippte Hyparschale mit großer Fensterfront zur Ostsee (2005–2009 saniert, 2009 als Restaurant wiedereröffnet)
- Spyckerscher See
- Seenotrettungsboot Kurt Hoffmann der Deutschen Gesellschaft zur Rettung Schiffbrüchiger, in Glowe stationiert

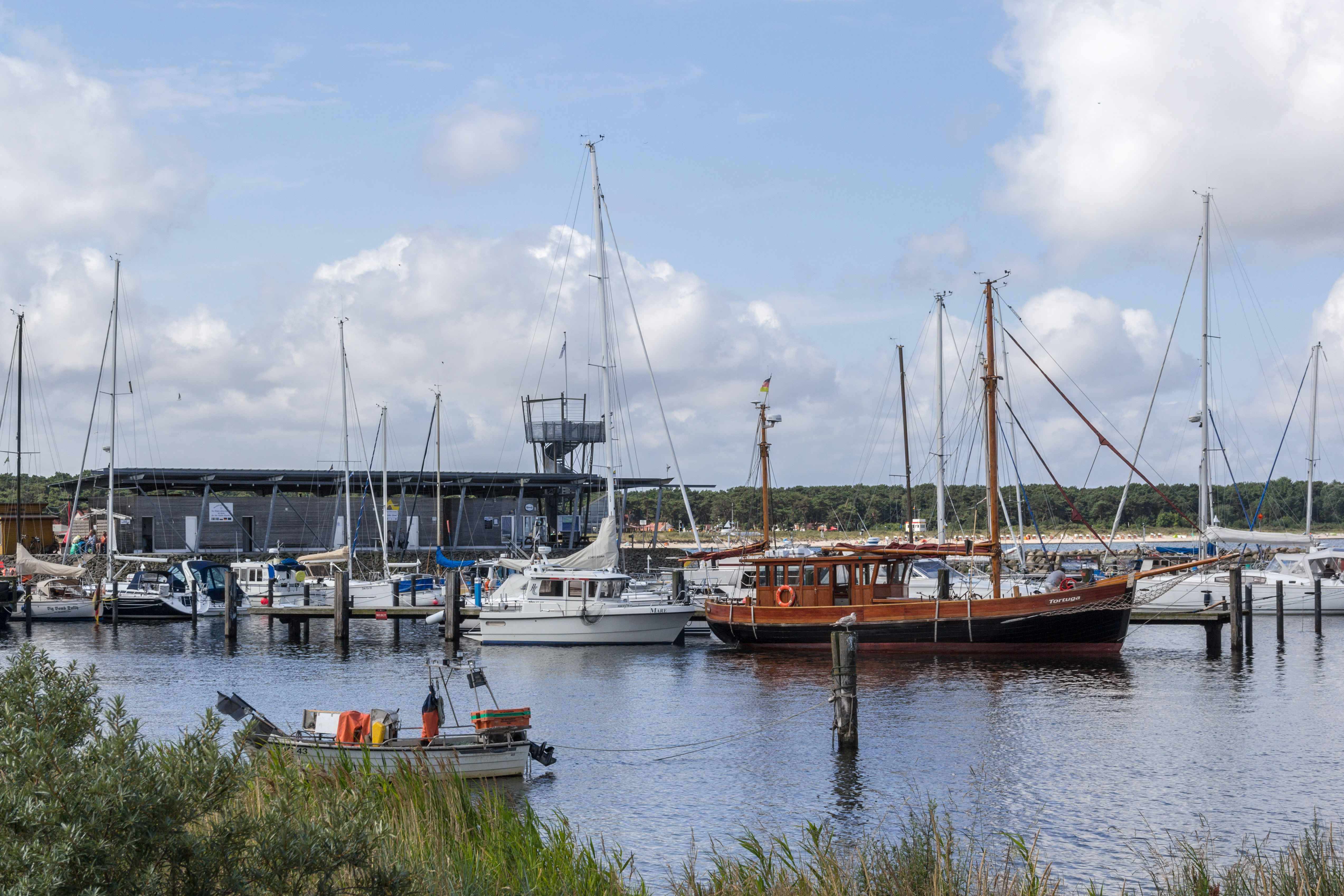
Hafen in Glowe
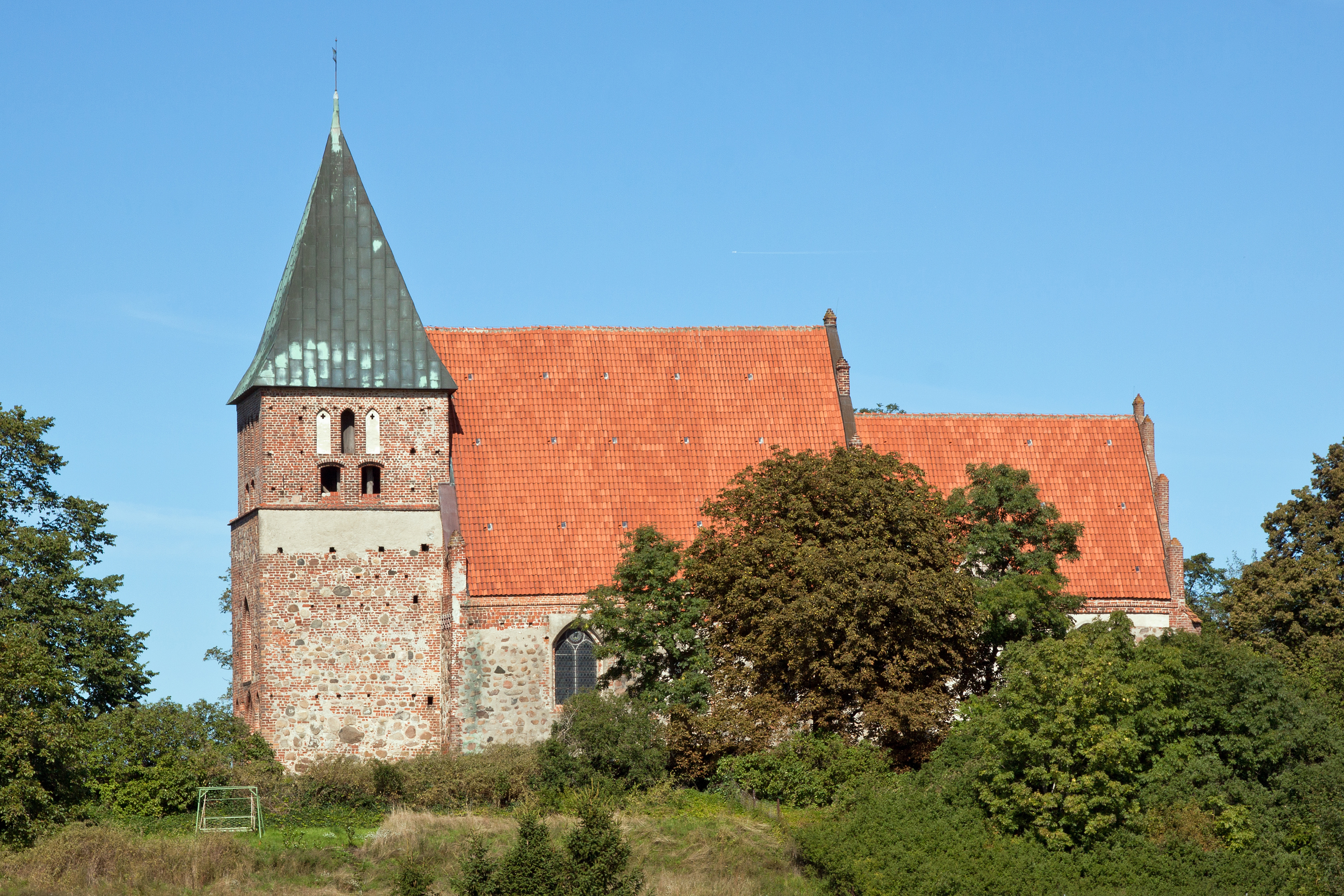
Kirche Bobbin
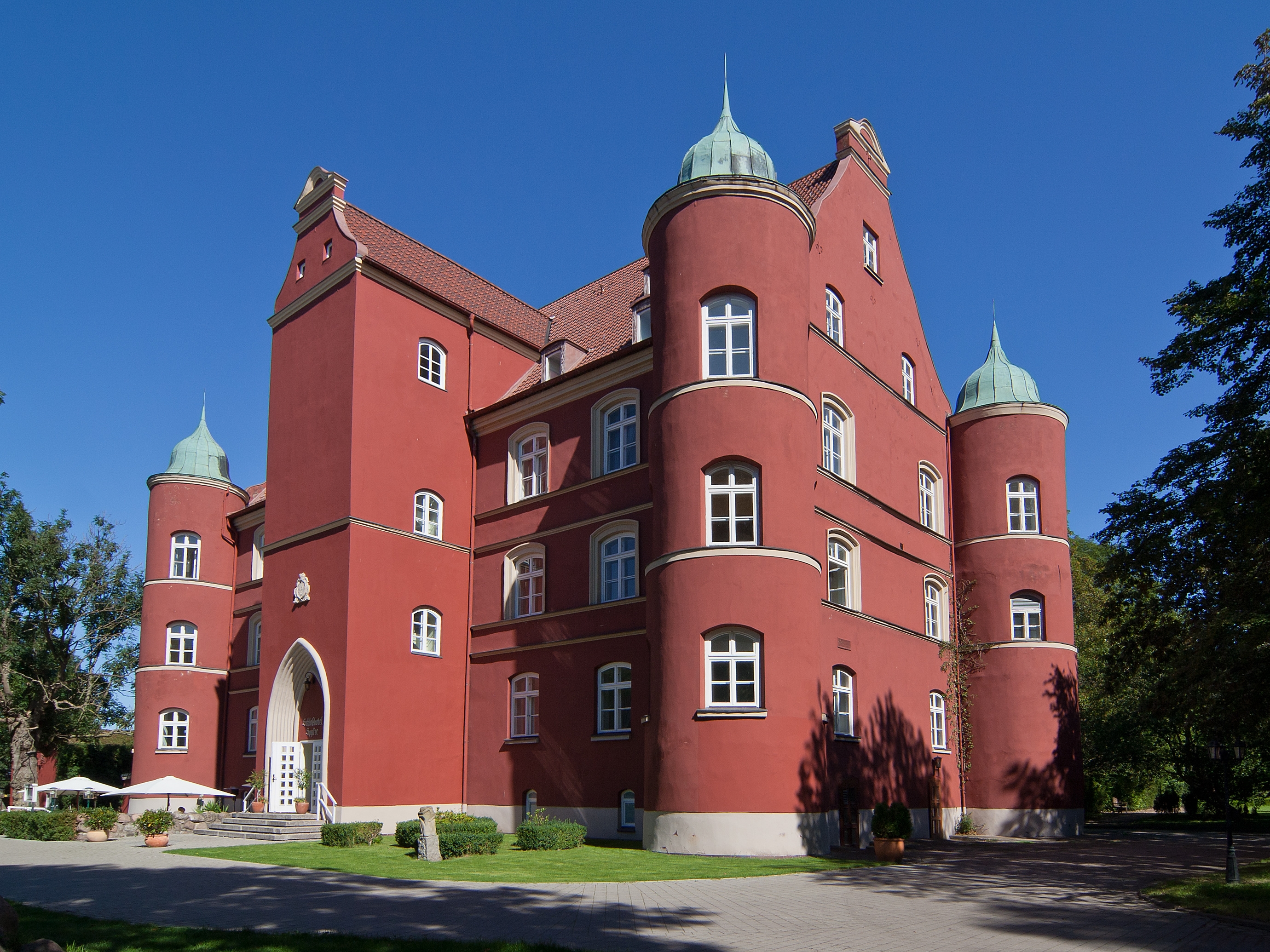
Schloss Spycker
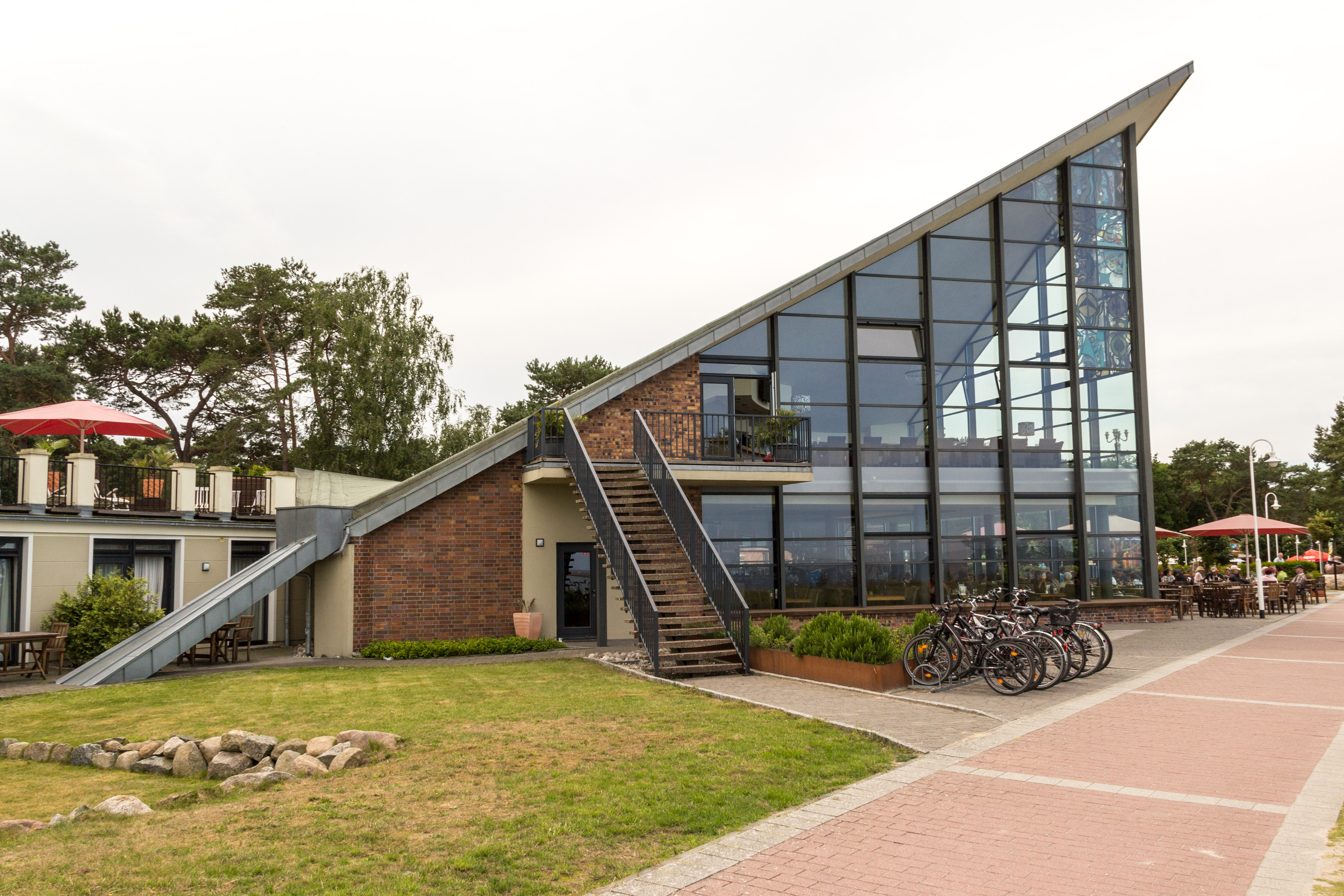
Restaurant Ostseeperle

## Rettungsstation der DGzRS
Seit 3. Oktober 2000 existiert wieder eine Rettungsstation der Deutschen Gesellschaft zur Rettung Schiffbrüchiger (DGzRS) am Tromper Wiek in Glowe. Die freiwilligen Helfer der Insel können im Alarmierungsfall ein Seenotrettungsboot besetzen, das am Steg des Wasserwanderrastplatzes bereit liegt.

## Verkehr
Die Landesstraße L 30 von Sagard nach Altenkirchen führt durch die Gemeinde Glowe.